# Oligotrichum tristaniense
Oligotrichum tristaniense là một loài rêu trong họ Polytrichaceae. Loài này được Dixon mô tả khoa học đầu tiên năm 1960.